# Warmed Omari
Warmed Omari (Bandraboua, 23 april 2000) is een voetballer met zowel de Franse als de Comorese nationaliteit die doorgaans als centrale verdediger speelt. In 2021 maakte Omari zijn debuut in het betaald voetbal bij Stade Rennes in de Franse Ligue 1. In 2024 speelde hij voor het eerst voor het nationale elftal van de Comoren. Momenteel staat hij onder contract bij Stade Rennes en werd hij voorafgaand aan het seizoen 2025/26 verhuurd aan het Duitse Hamburger SV.

## Clubloopbaan

### Stade Rennes
Omari begon op jonge leeftijd met voetballen bij JSCG Football en speelde vervolgens voor US Méenne en TA Rennes. In 2014 werd hij opgenomen in de jeugdopleiding van Stade Rennes. In 2019 werd hij met de onder-19 kampioen van Frankrijk, nadat in de finale met 4-0 werd gewonnen van de leeftijdsgenoten van Montpellier.
Op 20 oktober 2018 maakte hij als A-junior zijn debuut bij het tweede elftal in de Championnat National 3, in een met 0–0 geëindigd thuisduel tegen Stade Plabennecois. Hij viel tien minuten voor tijd in. In het seizoen 2019/20 werd hij vaste speler van het tweede elftal en kwam hij daarnaast vijf keer in actie in de UEFA Youth League. Op 2 oktober 2019 stond hij in de basis in de met 2–1 gewonnen thuiswedstrijd in de eerste ronde tegen FK Brodarac Belgrad. Onder trainer Romain Ferrier veroverde hij in het tweede elftal direct een basisplaats. Zijn eerste seizoen bij de senioren werd vroegtijdig beëindigd door de coronapandemie, evenals het daaropvolgende seizoen 2020/21, dat na zes wedstrijden werd afgebroken. In dat seizoen zat hij wel driemaal bij de selectie van het eerste elftal, zonder in actie te komen: tweemaal in de UEFA Champions League tegen Chelsea en eenmaal in de Ligue 1 tegen Dijon. In juni 2020 tekende hij zijn eerste profcontract.
In het seizoen 2021/22 brak Omari onder trainer Bruno Génésio door in het betaald voetbal. Op 15 augustus 2021 maakte hij in de tweede competitieronde zijn debuut in de Ligue 1, toen hij in de uitwedstrijd tegen Stade Brestois één speelminuut kreeg. Vanaf de zevende speelronde veroverde hij een vaste plaats in de basis, die hij tot het einde van het seizoen behield. Op 30 september 2021 volgde zijn Europese debuut in de groepsfase van de UEFA Conference League, waarin hij in de 77e minuut inviel voor Serhou Guirassy in de wedstrijd tegen Vitesse. Op 18 december 2021 maakte hij zijn eerste doelpunt in het betaald voetbal. In de vijfde ronde van de Coupe de France scoorde hij in de 21e minuut het enige doelpunt in de met 0–1 gewonnen uitwedstrijd tegen FC Lorient.
In het seizoen 2022/23 miste Omari vrijwel de gehele eerste seizoenshelft vanwege een blessure aan de lies (pubalgie) waarvoor hij geopereerd werd. Op 29 december 2022 maakte hij zijn rentree in de uitwedstrijd tegen Stade de Reims. Twee wedstrijden later ontving hij in de 83e minuut zijn eerste rode kaart in het betaald voetbal, tijdens de uitwedstrijd tegen Clermont Foot, na een beslissing van scheidsrechter Clément Turpin. Vanaf februari 2023 tot het einde van het seizoen was hij opnieuw vaste basisspeler. In deze periode maakte hij ook zijn eerste competitiedoelpunt, eveneens tegen Clermont Foot. In de met 3–1 gewonnen thuiswedstrijd opende hij in de 31e minuut de score. In het seizoen 2023/24 was Omari opnieuw een vaste kracht bij Stade Rennes waar hij in september zijn contract tot 2027 verlengde. Hij bereikte met de club de halve finale van de Coupe de France, waarin met 1–0 werd verloren van Paris Saint-Germain. Omari speelde in dat bekertoernooi, inclusief de halve finale, alle minuten. In de zomer van 2024 werd hij voor het seizoen 2024/25 verhuurd aan Olympique Lyon. Na een periode met beperkte speeltijd volgde voor het seizoen 2025/26 een nieuwe verhuurperiode, ditmaal aan Hamburger SV.

#### Verhuur aan Olympique Lyon
In juli 2024 werd bekend dat Omari voor het seizoen 2024/25 met een optie tot koop werd verhuurd aan Olympique Lyon. Dit verhuurtraject verliep teleurstellend: hij maakte pas op 20 oktober onder trainer Pierre Sage zijn debuut, toen hij in de uitwedstrijd tegen Le Havre zeven minuten speelde. Kort daarna kwam hij nog twee keer volledig in actie in de groepsfase van de UEFA Europa League, tegen TSG 1899 Hoffenheim en FK Qarabağ. Daarnaast speelde hij negentig minuten in de zesde ronde van de Coupe de France tegen FC Bourgoin-Jallieu. In totaal kwam hij dat seizoen tot 277 speelminuten. Er werd geen gebruik gemaakt van de koopoptie waardoor hij na afloop van het seizoen terugkeerde bij Stade Rennes.

#### Verhuur aan Hamburger SV
In augustus 2025 werd bekendgemaakt dat Omari voor het seizoen 2025/26 werd verhuurd aan Hamburger SV, waarbij een optie tot koop onderdeel was van de overeenkomst.

## Clubstatistieken
| Seizoen                         | Club             | Competitie             | Competitie | Competitie | Beker | Beker | Internationaal | Internationaal | Overig | Overig | Totaal | Totaal |
| Seizoen                         | Club             | Competitie             | Wed.       | Dlp.       | Wed.  | Dlp.  | Wed.           | Dlp.           | Wed.   | Dlp.   | Wed.   | Dlp.   |
| ------------------------------- | ---------------- | ---------------------- | ---------- | ---------- | ----- | ----- | -------------- | -------------- | ------ | ------ | ------ | ------ |
| 2018/19                         | Stade Rennes B   | Championnat National 3 | 2*         | 0          | –     | –     | –              | –              | –      | –      | 2      | 0      |
| 2019/20                         | Stade Rennes B   | Championnat National 3 | 14         | 0          | –     | –     | –              | –              | –      | –      | 14     | 0      |
| 2020/21                         | Stade Rennes B   | Championnat National 3 | 3          | 0          | –     | –     | –              | –              | –      | –      | 3      | 0      |
| 2021/22                         | Stade Rennes     | Ligue 1                | 34         | 0          | 1     | 1     | 5              | 0              | –      | –      | 40     | 1      |
| 2022/23                         | Stade Rennes     | Ligue 1                | 16         | 0          | –     | –     | 2              | 0              | –      | –      | 18     | 0      |
| 2023/24                         | Stade Rennes     | Ligue 1                | 25         | 1          | 5     | 0     | 6              | 0              | –      | –      | 36     | 1      |
| 2024/25                         | → Olympique Lyon | Ligue 1                | 1          | 0          | 1     | 0     | 2              | 0              | –      | –      | 4      | 0      |
| 2025/26                         | → Hamburger SV   | Bundesliga             | 0          | 0          | 0     | 0     | –              | –              | 0      | 0      | 0      | 0      |
| Carrière totaal                 | Carrière totaal  | Carrière totaal        | 95         | 1          | 7     | 1     | 15             | 0              | 0      | 0      | 117    | 2      |
| Bijgewerkt tot 11 augustus 2025 |                  |                        |            |            |       |       |                |                |        |        |        |        |

- In het seizoen 2018/19 speelde Omari als A-junior mee in het tweede elftal.

## Interlandloopbaan
Omari speelde twee wedstrijden voor Frankrijk –21. Onder leiding van bondscoach Sylvain Ripoll maakte hij op 24 maart 2022 zijn debuut in een EK-kwalificatiewedstrijd tegen de Faeröer, waarin hij de volledige 90 minuten meespeelde. Enkele dagen later kwam hij 32 minuten in actie in een oefeninterland tegen Noord-Ierland.
In 2024 maakte hij bekend uit te zullen komen voor het geboorteland van zijn ouders, de Comoren. Op 4 september 2024 debuteerde hij in het nationaal elftal tijdens een kwalificatiewedstrijd voor de Afrika Cup 2025 tegen Gambia. In het met 1–1 geëindigde duel kreeg hij van bondscoach Stefano Cusindirect een basisplaats en speelde hij de volledige wedstrijd. In de daaropvolgende kwalificatiewedstrijden miste hij geen minuut en behaalde hij met de Comoren voor de tweede keer in de geschiedenis kwalificatie voor de eindronde in Marokko.
| Jeugdinterlands van Warmed Omari voor Frankrijk() | Jeugdinterlands van Warmed Omari voor Frankrijk() | Jeugdinterlands van Warmed Omari voor Frankrijk() | Jeugdinterlands van Warmed Omari voor Frankrijk() | Jeugdinterlands van Warmed Omari voor Frankrijk() | Jeugdinterlands van Warmed Omari voor Frankrijk() |
| №                                                 | Datum                                             | Wedstrijd                                         | Uitslag                                           | Soort Wedstrijd                                   | Doelpunten                                        |
| Als speler bij Frankrijk –21                      | Als speler bij Frankrijk –21                      | Als speler bij Frankrijk –21                      | Als speler bij Frankrijk –21                      | Als speler bij Frankrijk –21                      | Als speler bij Frankrijk –21                      |
| ------------------------------------------------- | ------------------------------------------------- | ------------------------------------------------- | ------------------------------------------------- | ------------------------------------------------- | ------------------------------------------------- |
| 1.                                                | 24 maart 2022                                     | Frankrijk – Faeröer                               | 2 – 0                                             | EK-kwalificatie 2023                              |                                                   |
| 2.                                                | 28 maart 2022                                     | Frankrijk – Noord-Ierland                         | 5 – 0                                             | Vriendschappelijk                                 |                                                   |
| Bijgewerkt tot 11 augustus 2025                   |                                                   |                                                   |                                                   |                                                   |                                                   |

| Interlands van Warmed Omari voor Comoren | Interlands van Warmed Omari voor Comoren | Interlands van Warmed Omari voor Comoren | Interlands van Warmed Omari voor Comoren | Interlands van Warmed Omari voor Comoren | Interlands van Warmed Omari voor Comoren |
| №                                        | Datum                                    | Wedstrijd                                | Uitslag                                  | Soort Wedstrijd                          | Doelpunten                               |
| ---------------------------------------- | ---------------------------------------- | ---------------------------------------- | ---------------------------------------- | ---------------------------------------- | ---------------------------------------- |
| 1.                                       | 4 september 2024                         | Comoren – Gambia                         | 1 – 1                                    | Kwalificatiewedstrijd Africa Cup 2025    |                                          |
| 2.                                       | 9 september 2024                         | Madagaskar – Comoren                     | 1 – 1                                    | Kwalificatiewedstrijd Africa Cup 2025    |                                          |
| 3.                                       | 11 oktober 2024                          | Tunesië – Comoren                        | 0 – 1                                    | Kwalificatiewedstrijd Africa Cup 2025    |                                          |
| 4.                                       | 15 oktober 2024                          | Comoren – Tunesië                        | 1 – 1                                    | Kwalificatiewedstrijd Africa Cup 2025    |                                          |
| 5.                                       | 15 november 2024                         | Gambia – Comoren                         | 1 – 2                                    | Kwalificatiewedstrijd Africa Cup 2025    |                                          |
| 6.                                       | 18 november 2024                         | Comoren – Madagaskar                     | 1 – 0                                    | Kwalificatiewedstrijd Africa Cup 2025    |                                          |
| 7.                                       | 20 maart 2025                            | Comoren – Mali                           | 0 – 3                                    | WK-kwalificatie 2026                     |                                          |
| 8.                                       | 25 maart 2025                            | Comoren – Tsjaad                         | 1 – 0                                    | WK-kwalificatie 2026                     |                                          |
| 9.                                       | 9 juni 2025                              | Kosovo – Comoren                         | 4 – 2                                    | Vriendschappelijk                        |                                          |
| Bijgewerkt tot 11 augustus 2025          |                                          |                                          |                                          |                                          |                                          |

## Persoonlijk
Omari werd geboren in Bandraboua op Mayotte, een Frans overzees departement dat geografisch deel uitmaakt van de Comoren. Zijn ouders komen uit Handréma, een dorp op het eiland Grande Comore. Op zoek naar betere leefomstandigheden verhuisden zijn ouders later naar Frankrijk.